# Тиоцианат неодима(III)
Тиоцианат неодима(III) — неорганическое соединение, 
соль неодима и роданистоводородной кислоты
с формулой Nd(NCS)3,
кристаллы,
растворяется в воде,
образует кристаллогидраты.

## Получение
- Растворение гидроксида неодима в роданистоводородной кислоте:

{\displaystyle {\mathsf {Nd(OH)_{3}+3HNCS\ {\xrightarrow {}}\ Nd(NCS)_{3}+3H_{2}O}}}
- Обменная реакция между сульфатом неодима и тиоцианатом бария:

{\displaystyle {\mathsf {Nd_{2}(SO_{4})_{3}+3Ba(NCS)_{2}\ {\xrightarrow {}}\ 2Nd(NCS)_{3}+3BaSO_{4}\downarrow }}}

## Физические свойства
Тиоцианат неодима(III) образует гигроскопичными кристаллы.
Растворяется в воде и этаноле.
Образует кристаллогидраты состава Nd(NCS)3•n H2O, где n = 6 и 7.

## Химические свойства
- С тиоцианатами щелочных и щелочноземельных металлов образует комплексные соли:

{\displaystyle {\mathsf {Nd(NCS)_{3}+3KNCS\ \xrightarrow {} \ K_{3}[Nd(NCS)_{6}]}}}